# Nonagria turpis
Nonagria turpis là một loài bướm đêm trong họ Noctuidae.